# Рендольф Джером
Рендольф Джером (англ. Randolph Jerome; нар. 2 лютого 1978, Джорджтаун, Гаяна) — гаянський футболіст, нападник.

## Клубна кар'єра
Джером розпочав свою кар'єру в Тринідаді і Тобаго в команді «Докс Хелвалаас», перш ніж перейти до «Каледонії АІА». У 2002 році перейшов до «Норт-Іст Старз», а 2003 року відзначився 28-ма голами, завдяки чому допоміг команді стати лідером чемпіонату та виграти «Золоту бутсу».
У сезоні 2004 року перейшов до «Саут Старворлд Страйкерз», де відзначився 16-ма голами, завдяи чому став другим найкращим бомбардиром чемпіонату після Джеррена Ніксона. Після цього Джером протягом 7 місяців грав у Лівані за «Аль-Мабарру», відзначився 10-ма голами у матчах Ліги та 4 поєдинки в Кубку Лівану, у складі якого став володарем Кубку Лівану. Згодом повернувся до Тринідаду і Тобаго, щоб грати за «Дабл-Ю Конекшн» та «Саут Старворлд Страйкерз».
У січні 2006 року декілька разів намагався потрапити на футбольний ринок США, побував на перегляді у декількох клубах, включаючи Virginia Beach Mariners, але жодна з команд не запросила його. У 2007 році знову грав за «Норт Іст Старз», а в 2008 році його підписав «Клівленд Сіті Старз». Допоміг «Старз» стати чемпіоном Другого дивізіону USL у 2008 році, а потім підписав контракт з «Піттсбург Рівергаундз» на сезон 2009 року. Після завершення сезону 2009 USL2 Джером відданий в оренду «Каледонії AIA» в чемпіонаті Тринідаду і Тобаго.

## Кар'єра в збірній
З 1991 по 2003 рік Джером виступав за різні чоловічі збірні Гаяни. У підлітковому віці виступав за команди U-14, U-16 та U-17. Згодом був капітаном молодіжної та олімпійських збірних, зокрема й капітаном під час олімпійської кваліфікації 1999 року. Джером грав за збірну Гаяни в Міжгаянських іграх 1995 року. У 2000 році виступав у національній збірній Гаяни, представляв її у кваліфікації чемпіонату світу.